# Am Basteir
Am Basteir är ett berg i Storbritannien.   Det ligger i kommunen Highland och riksdelen Skottland, i den nordvästra delen av landet, 700 km nordväst om huvudstaden London. Toppen på Am Basteir är 934 meter över havet, eller 80 meter över den omgivande terrängen. Bredden vid basen är 0,11 km. Am Basteir ligger på ön Skye. Det ingår i Cuillin Hills.
Terrängen runt Am Basteir är huvudsakligen kuperad.